# シーサケート駅
シーサケート駅（シーサケートえき、タイ語:สถานีรถไฟศรีสะเกษ）は、タイ王国東北部シーサケート県ムアンシーサケート郡にある、タイ国有鉄道東北線・南線の駅である。

## 概要
シーサケート駅は、タイ王国東北部シーサケート県の県庁所在地であり、人口14万人が暮らすムアンシーサケート郡にある。町の中心部に位置する為、利便性が良い。駅の正面側（東側）が、市街地である。バンコクから515.09km地点に位置し、特急列車利用で7時間30分程度である。一等駅であり1日に24本（12往復）の列車が発着する（特急列車を含む全列車が停車する）。

## 歴史
タイ最初の官営鉄道であるクルンテープ駅-アユタヤ駅間が1897年3月26日に開業した。1900年12月21日に当初の計画のナコンラチャシーマ駅まで開通した。そのしばらく後にウボンラーチャターニーまで路線を延長する事になり、1928年8月1日に当駅が開業した。開業後1年半程は終着駅であったが、1930年4月1日にウボンラーチャターニーまで開通した事により中間駅となった。
- 1897年3月26日【開業】クルンテープ駅 - アユタヤ駅 (71.08km)
- 1897年5月1日【開業】アユタヤ駅 - ケンコーイ駅 (54.02km)
- 1898年3月3日【開業】ケンコーイ駅 - ムワックレック駅 (27.20km)
- 1899年5月25日【開業】ムワックレック駅 - パークチョン駅 (27.63km)
- 1900年12月21日【開業】パークチョン駅 - ナコンラチャシーマ駅 (83.72km)
- 1922年5月1日【開業】ナコンラチャシーマ駅 - ターチャーン駅 (21.75km)
- 1925年4月1日【開業】ターチャン駅 - ブリーラム駅 (90.62km)
- 1926年5月1日【開業】ブリーラム駅 - スリン駅 (43.73km)
- 1927年5月1日【開業】スリン駅 - フワイタップタン駅 (61.75km)
- 1928年8月1日【開業】フワイタップタン駅 - シーサケート駅 (33.59km)
- 1930年4月1日【開業】シーサケート駅 - ウボンラーチャターニー駅 (60.01km)

## 駅構造
単式及び島式1面の複合型ホーム2面2線をもつ地上駅であり、駅舎はホームに面している

## 駅周辺
当駅近辺に大学が数多くある為、学生向けの商店が多い。
- シーサケートバスターミナル (1km)